# Bräde (spel)
Bräde, brädspel eller svenskt brädspel är den traditionella svenska varianten av en typ av spel som spelas med tärningar och brickor på en rektangulär spelplan med tjugofyra fält.

## Terminologi
Brädspel är ett mångtydigt begrepp på svenska. Det används som beteckning för:
- Alla spel som spelas med pjäser som rör sig på ett hårt underlag, till exempel schack, dam och fia med knuff.[1] För information om denna typ av spel, se brädspel. (Motsvarande engelska term är board games.)
- En särskild grupp av spel på hårt underlag som spelas på en spelplan med tjugofyra fält och där tärningar styr hur spelpjäserna får flyttas,[2] till exempel backgammon och tawla. (Motsvarande engelska term är tables games.)
- Ett särskilt spel i den sistnämnda gruppen av spel, som i Sverige har kommit att uppfattas som den traditionella formen av brädspel.[3] (Detta översätts som Swedish Tables på engelska.[4])

Den här artikeln handlar om den traditionella svenska formen av brädspel. När man i formella sammanhang vill förtydliga att det är detta spel man talar om, brukar man ofta använda namnet svenskt brädspel. I informella sammanhang och spelare emellan kallas svenskt brädspel kort och gott för bräde.

## Historik
Den grupp av spel som spelas på samma spelplan som bräde är urgammal och spelades av romarna och perserna och i flera andra antika kulturer. Spel på denna sorts spelplan hade nått Frankrike på 1000-talet och omtalas i Sverige i början av 1300-talet under namnet vartafl (från medellågtyska worptafele, där worpen betyder kasta och tafele betyder spelbräde).
Det traditionella svenska brädspelet har sitt ursprung i förkeren, en spelvariant som förmodligen uppfanns i Nederländerna och först omnämns i slutet av 1300-talet. Spelet var mycket populärt i nordvästra Europa under 1600- och 1700-talen, och nådde Sverige via Tyskland. Under 1800-talet trängdes förkeren på de flesta håll ut av andra spel, men i Sverige levde det kvar och vidareutvecklades. I och med att det blev den dominerande formen av brädspel i Sverige, började termen bräde användas synonymt med (och istället för) förkeren. I slutet av 1800-talet hade ett spel utkristalliserats som på flera punkter skilde sig från det spel som en gång kom till Sverige. Spelboksförfattaren Tom Wilson införde beteckningen svenskt brädspel för att skilja det från andra varianter av brädspel.

## Bräde idag

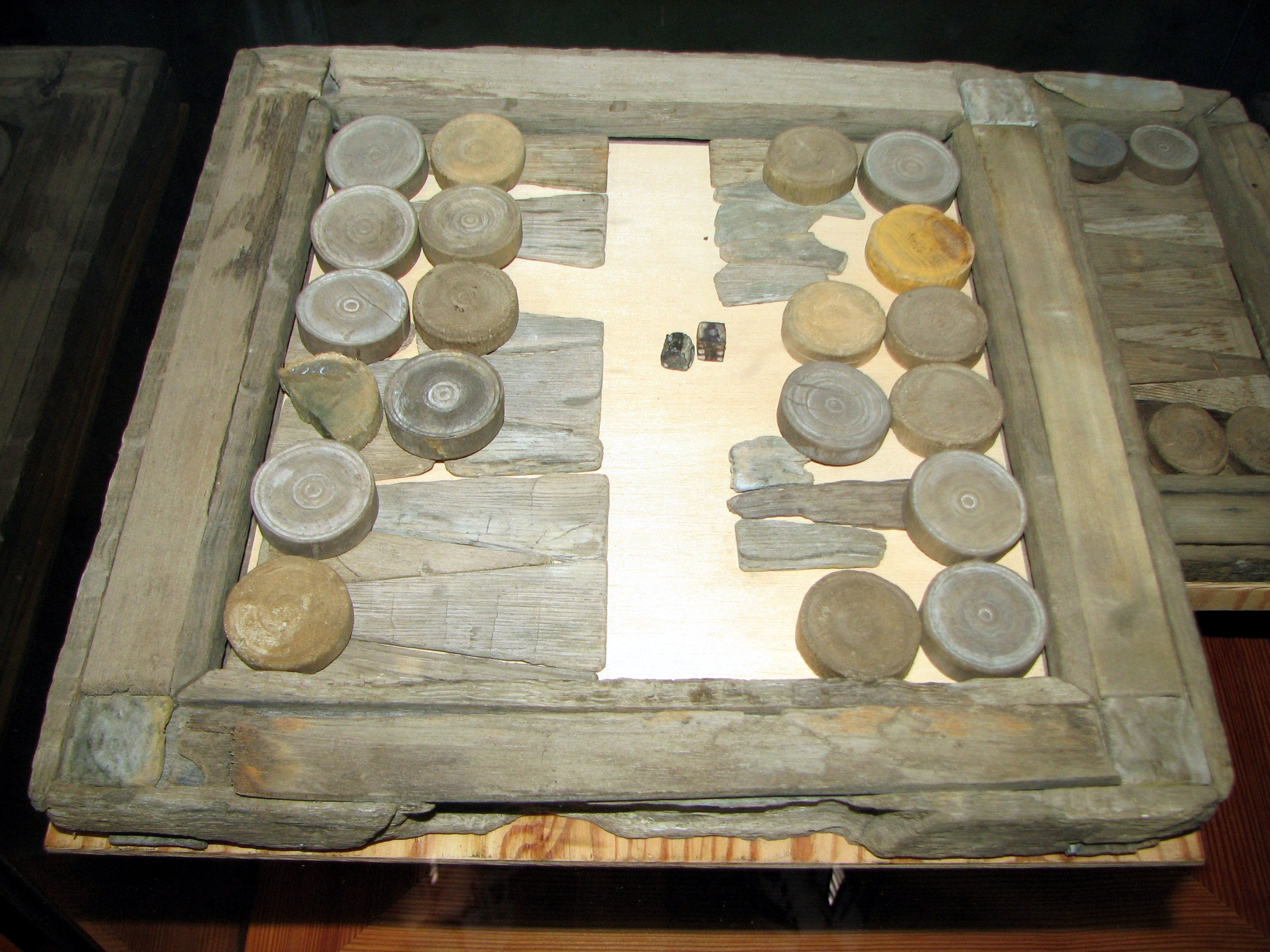
Spelbräde med brickor funnet ombord på regalskeppet Vasa, tidigt 1600-tal.

Intresset för bräde har ökat på senare tid, framförallt för att det har vuxit fram plattformar där brädspelare kan mötas. På regalskeppet Vasa hittades ett spelbräde med brickor, och detta ledde till att vänföreningen på Vasamuseet skapade en sektion för brädspelsvänner 1993. År 1996 spelades det första svenska mästerskapet i bräde på Eriksdalshallen i Stockholm. Arrangemanget togs över av Vasamuseet 1997, och sedan dess spelas där årligen svenska mästerskap i bräde.
Vid årsskiftet 2001–2002 skapades webbplatsen TheBoard, där brädspelare kunde mötas på nätet. Namnet ändrades år 2006 till sweboard.com. Det finns numera en livaktig spelverksamhet på nätet, bland annat med ett årligt nätmästerskap.

## Regler
Det finns flera olika regelvarianter för bräde. Vasamuseets brädspelsvänner gjorde en genomgång på 1990-talet och fastslog slutligen en uppsättning regler som också innehåller en del innovationer. Det är brädspelvännernas regler som används vid de svenska mästerskapen.

### Utrustning och förberedelser

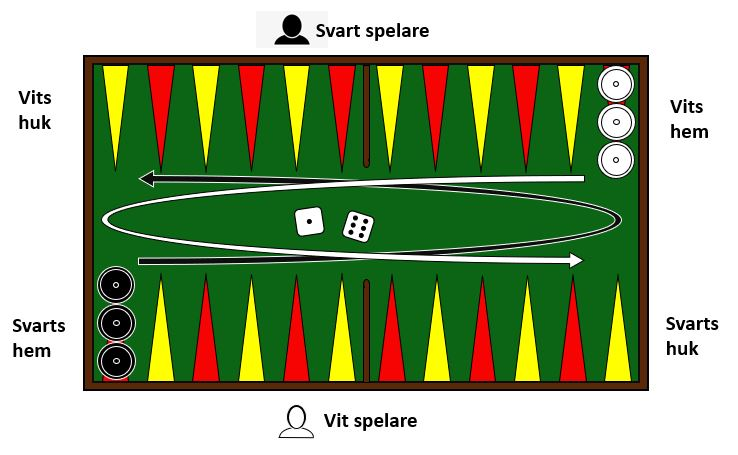
Spelbrickornas utgångsställning vid ett parti bräde. Färdriktningen för brickorna är markerad med pilar.

Bräde spelas på en rektangulär spelplan med tolv tungor (fält, kilar) på vardera långsidan. Spelplanen kallas liksom spelet för bräde. Brädet omges av en sarg, och i mitten av varje långsida finns en utgående ribba som delar upp brädet i fyra grupper om sex tungor. Varje sådan grupp kallas ett kvarter. Om brädet är vikbart, omges varje halva av en sarg och kvarteren avgränsas av de med gångjärn sammanfogade delarna av sargen.
Den ena spelaren har femton svarta (mörka) brickor och den andra femton vita (ljusa) brickor. Spelarna placerar alla femton brickorna på tungan längst till höger på motsatta sidan av brädet. Denna tunga kallas för spelarens hem. Spelet är en kapplöpning där det gäller att först föra sina brickor ett varv moturs längs tungorna på brädet, men till spelets egenheter hör att man också kan vinna genom att slå så många brickor för motspelaren att hen inte kan slå in dem igen eller genom att arrangera sina brickor i ett speciellt mönster i det sista kvarteret.

### Förflyttning av brickorna
Spelarna slår med varsin tärning för att avgöra vem som börjar, och den som får lägst börjar. Detta kallas för att teka. Spelarna turas sedan om att slå med två tärningar och att flytta brickor för tärningarnas ögon. En spelare som till exempel slår femma och trea flyttar fram en bricka fem tungor och en annan bricka tre tungor. Spelaren kan också flytta fram en och samma bricka åtta tungor, men brickan måste då mellanlanda på antingen den tredje eller femte tungan från starten.
Om en spelare slår lika med båda tärningarna, kallas det för en alla. Allor räknas dubbelt, det vill säga spelaren måste flytta två gånger för varje tärning. En spelare som till exempel slår två femmor flyttar för fyra femmor. Spelaren kan därvid välja att flytta en, två, tre eller fyra brickor.
Om en spelare inte kan flytta för en eller båda tärningarna, måste hen ge upp denna del av slaget. Detta kallas för att fåta. En spelare är alltid skyldig att utnyttja så stor del av ett slag som möjligt. Om spelaren bara kan flytta för den ena tärningen, måste hen flytta för denna och fåta den andra. Om spelaren kan flytta för vilken som helst av de båda tärningarna men inte båda samtidigt, måste hen flytta för den som visar högst. Om spelaren inte kan göra fyra förflyttningar vid en alla, måste hen flytta så många gånger som möjligt.

### Att slå brickor
En ensam bricka på en tunga kallas för en blotta. Om en spelare har en blotta och någon av motspelarens brickor landar eller mellanlandar där, slås blottan och måste spelas in av spelaren. En spelare får inte flytta någon annan bricka på brädet så länge hen har en eller flera slagna brickor kvar att spela in. Slagna brickor brukar placeras på den del av sargen som avgränsar kvarteren eller mitt emellan brädets långsidor.
En slagen bricka spelas in på den tunga i spelarens första kvarter som har samma nummer som antalet ögon på den tärning som spelaren flyttar för. Det är dock inte tillåtet att spela in en bricka på en tunga där spelaren har en egen bricka eller i hemmet så länge spelaren har minst en bricka där. Notera att en bricka som spelas in för en sexa hamnar på den sjätte och sista tungan i spelarens första kvarter, medan en bricka som tas hemifrån för en sexa hamnar på den första tungan i spelarens andra kvarter. Om en bricka som spelas in landar på någon av motspelarens blottor, slås denna och måste i sin tur spelas av motspelaren.

### Band
Två eller fler brickor på en tunga bildar ett band. Om ett band består av fler än två brickor, kallas det också för ett överband. Att flytta en bricka till en tunga där spelaren redan har en bricka kallas för att ”lägga band”, och att flytta brickor från en tunga så att bara en blotta återstår kallas för att ”bryta band”. Band är normalt fredade. En spelare får varken landa, mellanlanda eller spela in en bricka på en tunga där motspelaren har ett band (se dock undantag nedan).
Spelarna får på motsatta sidan av brädet bara lägga band på tungan längst till vänster, det vill säga den sista tungan i spelarens andra kvarter. Den kallas för spelarens huk. På den egna sidan av brädet får spelarna lägga band var som helst.

### Att spränga band

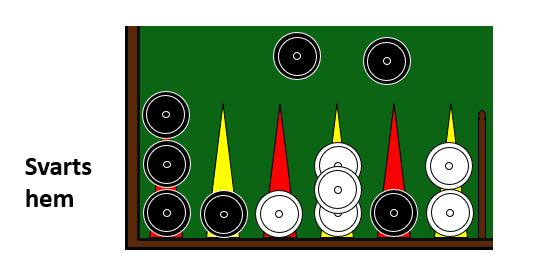
Exempel på sprängning när brickor spelas in. Svart har två slagna brickor. Svart slår 6-2: Om regel (a) gäller, får svart inte spränga då svart fortfarande kan komma in på tunga tre. Svart måste fåta hela slaget. Om regel (b) gäller, spränger svart bandet på tunga sex och fåtar tvåan. Svart slår 6-3: Om regel (a) gäller, slår svart vits blotta på tunga tre. Svart är sedan helt blockerad och får därför spränga bandet på tunga sex. Om regel (b) gäller, slår svart också blottan på tunga tre och spränger bandet på tunga sex.

I bräde upphör band att vara fredade om de utgör ett ogenomträngligt hinder. Om en spelare bygger en spärr med sex eller sju band i rad i motspelarens färdväg, är banden i spärren inte längre fredade. Om någon av motspelarens brickor landar, mellanlandar eller spelas in på ett av banden, slås alla brickorna i bandet och måste spelas in av spelaren. Man säger att bandet sprängs.
Om en spelare har band i sitt tredje kvarter och motspelaren har så många slagna brickor att hen inte kan spela in dem, upphör alla spelarens band i detta kvarter att vara fredade. Om någon av motspelarens brickor spelas in på ett band, sprängs detta. Det finns två olika varianter av denna regel:

a) Banden får bara sprängas, om motspelaren har slagna brickor och det inte finns några lediga tungor eller tungor med spelarens blottor i detta kvarter.

b) Banden får sprängas, om motspelaren har fler slagna brickor än det finns lediga tungor eller tungor med spelarens blottor i detta kvarter.

Rätten att spränga upphör så fort villkoren för sprängning inte längre är uppfyllda. Om en spelare till exempel spränger ett av sex band i rad när hen flyttar för den ena tärningen, får hen inte längre spränga något av de kvarvarande banden när hen flyttar för den andra tärningen.

### Hemspel
En spelare som har fört fram alla sina brickor till sitt fjärde kvarter får spela brickorna till en tänkt tjugofemte tunga. Ursprungligen fördes brickorna tillbaka till hemmet och man kallar det därför för hemspel, men för att undvika att olika brickor förväxlas med varandra lyfter man numera bort hemspelade brickor från brädet. En spelare som spelar hem sin sista bricka vinner partiet.
Om en tärning visar fler ögon än vad som krävs för att flytta hem den bakersta brickan, får spelaren ändå spela hem denna bricka. Man säger att tärningens slagvärde reduceras. Fortfarande gäller att spelarna måste utnyttja så stor del av ett slag som möjligt. Om det finns flera alternativ att flytta där sammanlagt olika antal ögon utnyttjas, måste spelaren välja ett av de alternativ där flest ögon utnyttjas.
Om en eller flera brickor slås för en spelare som har börjat spela hem sina brickor, får inga fler brickor spelas hem förrän den eller de slagna brickorna återbördats till det fjärde kvarteret.
Vasamuseets brädspelsvänner använder en regelvariant som säger att bara den bakersta brickan i det sista kvarteret får spelas hem. Om en spelare som har en blotta på den sista tungan och ett band med två brickor på den näst sista tungan flyttar för en etta, får hen enligt denna regel inte spela hem brickan på den sista tungan, utan måste bryta bandet på den näst sista tungan och därmed lämna en blotta.
Det finns ett undantag från regeln om när band inte längre är fredade: Om en spelare har spelat hem alla brickor utom en, får hen inte längre under några omständigheter spränga några band. Det ger motspelaren chansen att blockera brickan med en spärr av sex band i rad. Om motspelaren i detta läge vinner, säger man att hen har vunnit på sista brickan.

### Vackert spel

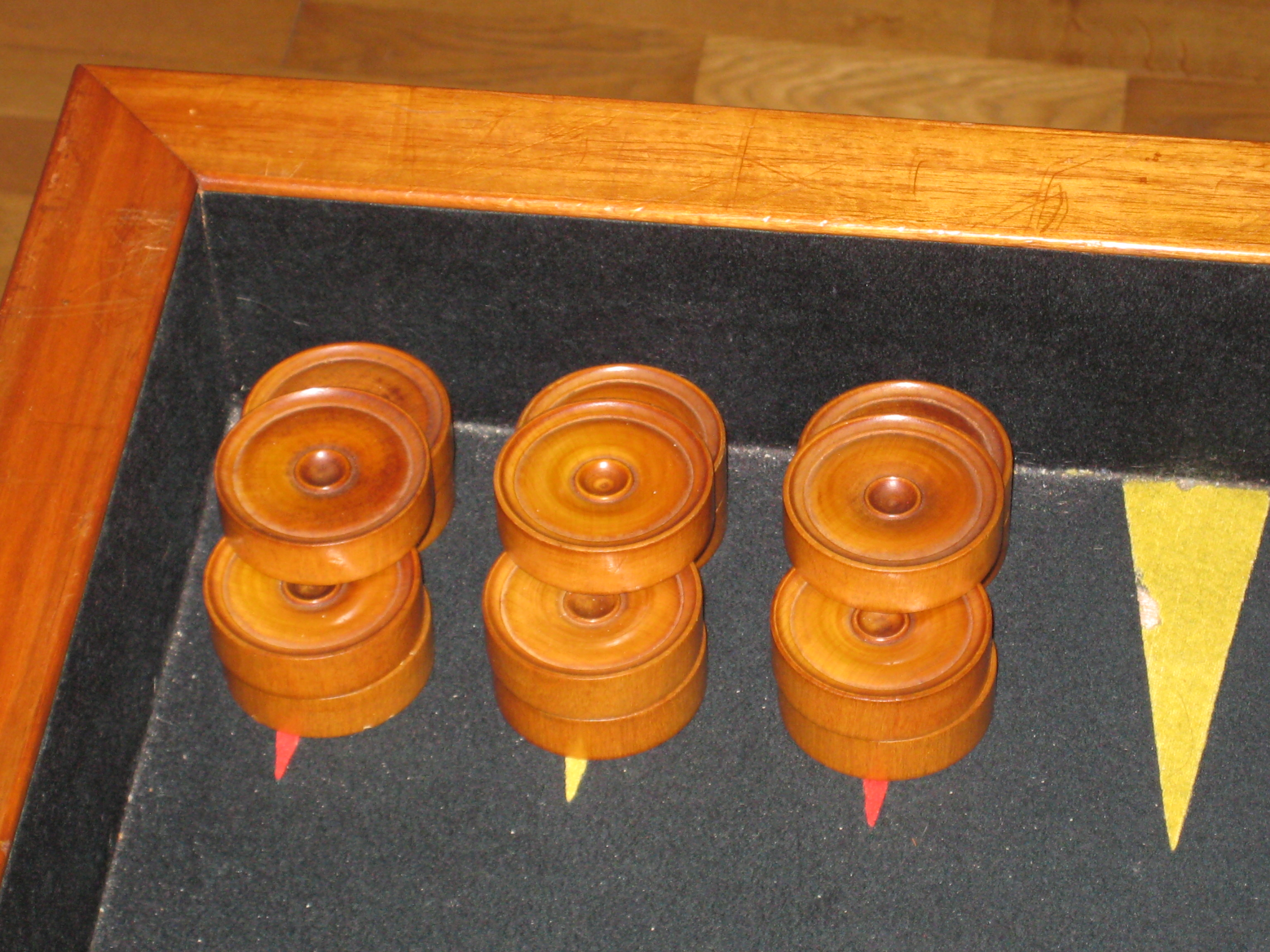
Brickorna i ett band brukar av tradition placeras i två staplar med udda brickor ovanpå staplarna i mitten. Här visas ställningen när en spelare har vunnit med dubbelt kronspel.

En spelare som har fört in alla sina brickor i sitt sista kvarter kan vinna genom att arrangera brickorna i ett särskilt mönster, så kallat vackert spel. Det finns fyra vackra spel som är accepterade i alla kretsar:
- enkelt kronspel, spelaren placerar tre brickor på var och en av de sista fem tungorna
- dubbelt kronspel, spelaren placerar fem brickor på var och en av de tre sista tungorna
- trappspel, spelaren placerar sju brickor på den sista tungan, fem brickor på den näst sista och tre brickor på den tredje sista
- uppspel, spelaren placerar alla femton brickor på den sista tungan

Så fort en spelare har spelat hem en bricka, har hen missat chansen att vinna på vackert spel.
Det finns olika regelvarianter för hur ett vackert spel skall avslutas. Ursprungligen måste spelaren flytta fullt ut för sitt sista slag. Om spelaren gjorde vackert spel när hen flyttade för den första tärningen men sedan förstörde spelet med den andra tärningen, räknades det inte som vackert spel. Så småningom uppkom regeln att en spelare som kan avsluta ett vackert spel genom att flytta en bricka högst sex tungor får slå med en tärning. Om spelaren inte lyckades avsluta det vackra spelet efter det första slaget, måste hen fortsätta att slå med en tärning i ytterligare två slag oavsett om chansen till vackert spel fanns kvar eller inte. Denna regel ökade chansen att vinna på vackert spel. Vasamuseets brädspelsvänner införde på 1990-talet regeln att spelaren får avsluta ett vackert spel genom att bara flytta för den ena tärningen (och vid allor att hen får avsluta med en, två, tre eller fyra förflyttningar).

### Munk
Om en spelare har en eller flera slagna brickor kvar att spela in när motspelaren avslutar ett hemspel eller vackert spel, har spelaren blivit munk.

### Jan och sprängjan
Om en spelare har fler slagna brickor än det finns tungor som inte är upptagna av spelarens egna brickor i det första kvarteret, kan spelaren aldrig spela in alla brickorna igen. Spelaren har då blivit jan och förlorar omedelbart partiet.
En spelare kan få så många slagna brickor att hen blir jan inte bara genom att motspelaren slår en blotta, utan också genom att motspelaren spränger ett band när hen spelar in en bricka i spelarens tredje kvarter. I det sistnämnda fallet säger man att spelaren har blivit sprängjan. Det krävs skicklighet för ett bygga upp en sådan situation, och sprängjan är det högst värderade sättet att vinna i bräde.

### Värderingen av spel
Vinst med hemspel, kronspel eller trappspel räknas som enkelt parti. Om förloraren är munk, räknas det i regel som dubbelt parti. Vinst med uppspel och jan värderas som dubbelt parti. Sprängjan värderas ibland som dubbelt parti och ibland som dubbel jan, det vill säga fyrdubbelt parti.
Det har förekommit flera andra förslag till poängskalor. Vasamuseets brädspelsvänner använder följande poängskala: hemspel 1 poäng, vackert spel 2 poäng, jan 4 poäng och sprängjan 6 poäng. Om en spelare gör sin motspelare munk vid hemspel eller vackert spel, ger det 1 poäng extra.

### Tärningsslagens namn
I äldre böcker om bräde anges ofta att man ropar ut tärningsslagens namn på ett fransk-svenskt blandspråk innan man flyttar brickorna, något som säkert var användbart när man spelade i dåligt upplysta lokaler innan glödlampan gjorde sitt intåg. En fyra och en tvåa benämndes till exempel kvart dus, efter franskas quatre för fyra och deux för två.
Detta bruk har numera upphört, men det är värt att notera att namnet sinka dus för en femma (franska cinq) och en tvåa har blivit ett uttryck på svenska med betydelsen slump eller lyckträff.

## Taktik

### Jan

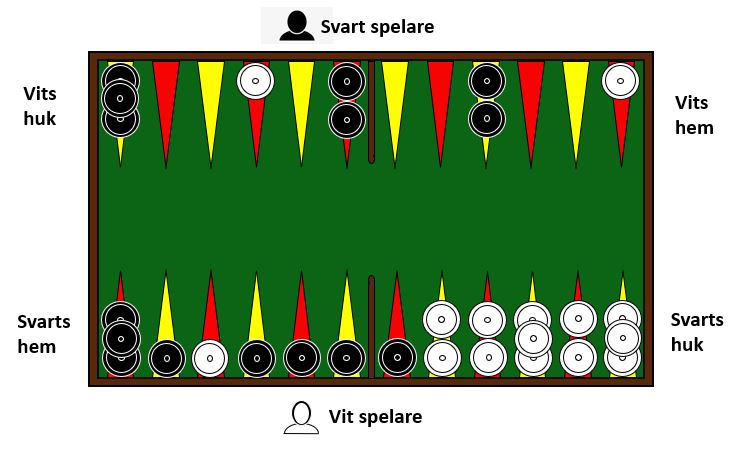
Vit spelare är på väg att göra svart spelare jan. Vit har fört fram fem band i rad till sitt fjärde kvarter och har tre brickor i bakhåll som kan användas för att slå svarts blottor. Det är svarts tur att slå och om svart inte får en sexa eller en alla, tvingas janblottan ut.

Chansen att göra motspelaren jan uppkommer när en spelare får ett stort försprång och lyckas bygga ett sammanhängande block med fem band i rad i sitt tredje och/eller fjärde kvarter. Motspelaren får då svårt att ta sig förbi banden och tvingas efterhand att ta ut fler blottor hemifrån eller bryta band. Spelaren slår alla nya blottor och flyttar samtidigt fram banden i god ordning till sitt fjärde kvarter, så att motspelaren inte får chansen att spränga.
Spelaren måste också se till att cirkulera de brickor som inte ingår i banden, så att de kan hamna i bakhåll och slå de nya blottor som tvingas fram. Spelaren försöker undvika att lägga upp brickorna på banden, utan lägger dem istället som blottor framför sina band så att motspelaren inte kan undvika att slå dem. Brickorna måste då spelas in och återvänder på så sätt till spelarens första kvarter, så att de kan påbörja ett nytt varv.
När motspelaren har tagit ut sin sjunde blotta, eller om bandet i hemmet ännu inte har brutits sin sjätte blotta, säger man att hen har tagit ut sin janblotta. Spelaren kan då göra motspelaren jan genom att slå alla motspelarens blottor utanför dennes första kvarter.

### Sprängjan

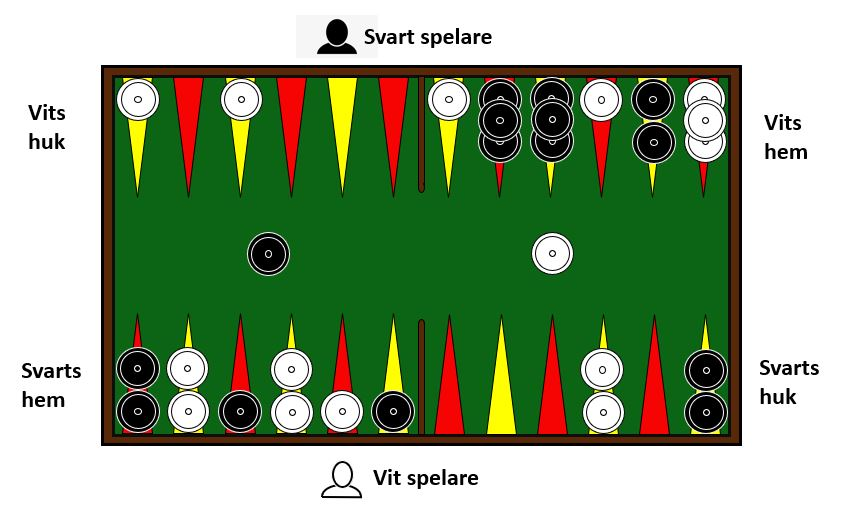
Vit spelare försöker göra svart spelare sprängjan. Vit har fyllt ut den tredje och sjätte tungan i sitt första kvarter (kvarteret längst upp till höger), och svart har tvingats slå en av vits utlagda blottor (den vita brickan i mitten). Det är vits tur att slå. Om vit slår en fyra eller femma, blir svart omedelbart sprängjan. Om vit slår 6-2, 3-2, 2-2 eller 2-1, sprängs svarts band på den andra tungan för tvåan men utan att svart blir sprängjan.

Sprängjansattacker kan sättas in under lite olika förutsättningar, men huvudprincipen är följande: En spelare får träff på två av motspelarens blottor när motspelaren har många band, gärna överband, i spelarens första kvarter. Spelaren fyller så snabbt som möjligt ut alla lediga tungor i sitt första kvarter. Om spelaren lyckas med detta innan motspelaren har kommit in, lägger spelaren ut blottor i sitt tredje kvarter genom att bryta band eller spela in brickor från sitt andra kvarter. Chansen är stor att någon av spelarens utlagda blottor träffas när motspelaren spelar in sina slagna brickor. Så fort någon av blottorna slås, har spelaren rätt att spränga sig in eftersom spelarens första kvarter är blockerat av motspelarens band och de blottor som spelaren själv fyllde ut kvarteret med. Ibland måste spelaren spränga fler än ett band för att motspelaren skall bli sprängjan.
Det är viktigt att motspelaren har minst två slagna brickor kvar när spelaren lägger ut blottor i sitt tredje kvarter, eftersom motspelaren annars ges chansen att flytta andra brickor på brädet i det slag hen kommer in på och till exempel kan bryta band i spelarens första kvarter så att denne inte längre har rätt att spränga. Om motspelaren lyckas spela in någon av brickorna innan alla förberedelser är färdiga och om spelaren inte har möjlighet att snabbt slå den igen, måste sprängjansattacken i regel avbrytas.

## Ytterligare regelvarianter
När Vasamuseets brädspelsvänner gjorde en genomgång av reglerna på 1990-talet, visade det sig att det fanns många varianter som användes av deras medlemmar men som inte hade fångats upp av litteraturen. Här ges exempel på några av dem.

### Spelöppningen
En spelare får inte lägga band förrän hen har tagit ut fem blottor från hemmet. Detta kallas för att spela med fem blottor. Det är tillåtet att ta ut den femte blottan när man flyttar för den ena tärningen, och sedan lägga band när man flyttar för den andra.
En spelare som slår två sexor i sitt första slag får, om så önskas, lägga sex brickor på den första tungan i sitt andra kvarter. Om motspelaren landar eller mellanlandar på tungan innan spelaren har hunnit bryta bandet, sprängs det. Om sprängningen resulterar i jan, blir spelaren sprängjan.

### Ge upp
En spelare som inte har lagt band i sitt tredje eller fjärde kvarter, som inte har tagit ut sin janblotta och som inte har slagit ett tärningskast som tvingar spelaren att bryta mot dessa villkor får ge upp spelet. Det räknas som förlust av enkelt parti.

### Hemspel
Brickor som spelas hem får bara gå jämnt hem, det vill säga de måste landa exakt på den tänkta tjugofemte tungan. Om en tärning visar fler ögon än vad som krävs för att flytta hem den bakersta brickan, måste spelaren fåta denna del av slaget.
Om den spelare som började partiet spelar hem sin sista bricka och motspelaren har spelat hem alla brickor utom högst fyra, får motspelaren ett slag på sig att också göra hemspel. Om motspelaren lyckas, blir partiet oavgjort och ingen spelare får poäng.

### Vackert spel
Det finns tre vackra spel som bara erkänns av vissa spelare:
- kejsarspel, spelaren placerar sju brickor var på den sista och den näst sista tungan och slår sedan ett slag som placerar den sista brickan på den näst sista tungan med den ena tärningen och på den sista tungan med den andra tärningen
- spelaren placerar nio brickor på den sista tungan, fem brickor på den näst sista och en bricka på den tredje sista
- spelaren placerar fem brickor på den sista tungan, fyra brickor på den näst sista, tre brickor på den tredje sista, två brickor på den fjärde sista och en bricka på den femte sista

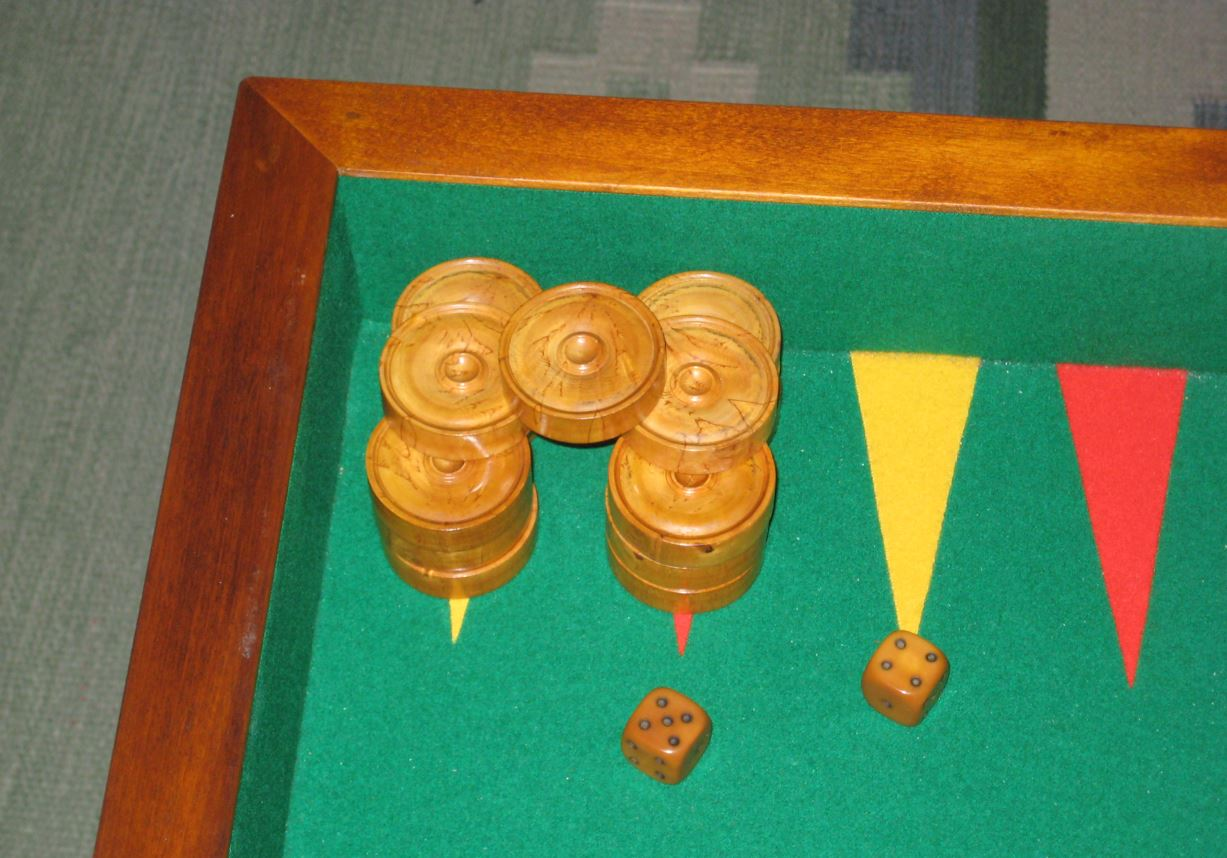
Ställningen när en spelare har vunnit med kejsarspel.

Notera att kejsarspel är svårare att få till än övriga vackra spel, och det har ofta värderats som dubbelt parti. Om en spelare har sju brickor på de två sista tungorna i sitt sista kvarter och en bricka på den första tungan, måste hen slå 5-4 för att göra kejsarspel. Det är i detta läge inte möjligt att slå med en tärning. Den sista brickan läggs ovanpå de båda udda brickorna som ligger överst på banden, så att det hela bildar en ”kejsarkrona”.
Om en spelare spelar hem sin sista bricka, har motspelaren tre slag på sig att göra vackert spel, och om en spelare gör vackert spel, har motspelaren tre slag på sig att göra ett högre värderat vackert spel. Om motspelaren lyckas, vinner hen partiet. De vackra spelen rangordnas från högst till lägst: uppspel, trappspel, dubbelt kronspel och enkelt kronspel.

### Munk
Om en spelare spelar hem sin sista bricka och motspelaren har två brickor utslagna, är motspelaren dubbelmunk. Tre brickor innebär trippelmunk och så vidare. Varje munkbricka räknas som vinst av ytterligare ett parti. Hemspel med dubbelmunk värderas till exempel som tre vunna partier.

### Jan
Om en spelare gör sin motspelare jan i ett tärningskast och då slår så många brickor att motspelaren aldrig kan spela in två av dem, har motspelaren blivit dubbeljan. Tre brickor motsvarar trippeljan och så vidare. Varje ytterligare janbricka räknas som vinst av ytterligare ett parti.